# Kenan Bajramović
Kenan Bajramović (* 24. Mai 1981 in Zenica, SR Bosnien und Herzegowina) ist ein bosnischer Basketballspieler. Nach Stationen in seiner Heimat und in der Ukraine war Bajramović insbesondere beim litauischen Verein Lietuvos rytas aus Vilnius erfolgreich aktiv, zudem er nach einem halbjährigen Engagement 2009 in der deutschen Basketball-Bundesliga bei Alba Berlin zunächst auch wieder zurückkehrte. Seit 2011 spielte Bajramović vor allem in der Türkei sowie in Lettland und kurzzeitig in seiner Heimat.

## Karriere
Zum ersten Mal in einem Meisterschaftsspiel bei den Senioren zum Einsatz kam Bajramović bereits in der Spielzeit 1997/98 bei seinem Stammverein KK Čelik aus seiner Geburtsstadt. Bei der EM-Endrunde 2003 kam er für die bosnische Nationalmannschaft zum Einsatz, die nach drei Vorrundeniederlagen frühzeitig ausschied. Anschließend wechselte er zum renommierten Basketballverein KK Bosna in die Hauptstadt Sarajevo, mit denen er 2005 bosnischer Meister wurde. Bei der EM-Endrunde 2005 schied die bosnische Auswahl nach drei Vorrundenniederlagen wieder frühzeitig aus dem Turnier aus. Im Anschluss wechselte Bajramović und spielte im ukrainischen Mariupol für BK Asowmasch. Mit diesem Verein gewann er 2006 das ukrainische Double und konnte 2007 die Meisterschaft erfolgreich verteidigen. Im FIBA EuroCup erreichte man 2007 das Finale, welches gegen den spanischen Gastgeber Akasvayu Girona verloren ging.
2007 wechselte Bajramović zum litauischen Baltische Basketball-Liga-Sieger BC Lietuvos rytas Vilnius, der nach dem Finaleinzug im ULEB Cup 2006/07 auch in der EuroLeague 2007/08 spielberechtigt war. Waren seine Leistungen in der Vorrunde eher wechselhaft, gehörte Bajramović mit knapp 17 Punkten im Schnitt zu den stärksten Spielern in der Zwischenrunde der besten sechzehn Mannschaften in der Euroleague. Trotzdem scheiterte die Mannschaft knapp am Einzug ins Viertelfinale. In Meisterschaft, Pokal und Baltischer Liga wurde man jeweils Vize hinter dem nationalen Konkurrenten Žalgiris Kaunas. In der Saison 2008/09 spielte Bajramović wieder in der Ukraine beim Vizemeister aus Kiew unter dem serbischen Trainer Saša Obradović. Nach der verpassten Qualifikation für den ULEB Eurocup spielte man in dem nun EuroChallenge statt FIBA Euro Cup genannten Wettbewerb, wo man auf dem Weg ins Viertelfinale war. Nach einer Niederlage gegen Bajramović Ex-Verein BK Asowmasch im ukrainischen Pokalwettbewerb entließ der Verein im Januar 2009 sechs seiner Legionäre inklusive Bajramović, der sich im Februar dem türkischen Verein Türk Telekomspor aus Ankara anschloss. In den türkischen Meisterschafts-Play-offs schied man in der Halbfinalserie glatt in drei Spielen gegen Titelverteidiger Fenerbahçe Ülker aus.
Für die BBL-Saison 2009/10 wurde Bajramović vom deutschen Erstligisten Alba Berlin verpflichtet, mit dem er vor Saisonbeginn in der Qualifikation für die EuroLeague 2009/10 scheiterte. Er selbst fand sich mit dem Spielsystem vom montenegrinischen Trainer Luka Pavićević kaum zurecht und im Dezember 2009 einigten sich Verein und Spieler auf eine Vertragsauflösung. Im Januar 2010 schloss sich Bajramović seinem Ex-Verein Lietuvos rytas in Litauen wieder an, mit denen er am Ende der Spielzeit das litauische Double gewann. In der EuroLeague 2010/11 erreichte man wiederum die Zwischenrunde der sechzehn besten Mannschaften. Nach einem Auswärtssieg beim späteren Titelträger Panathinaikos Athen hatte man am letzten Zwischenrundenspieltag noch Chancen auf den Gruppensieg, schied aber nach der Niederlage bei Caja Laboral aus dem Wettbewerb aus. In der Meisterschaft und Baltischer Basketball-Liga musste man wieder dem Erzrivalen Žalgiris Kaunas den Vortritt lassen. Nach Aufstockung der Teilnehmerzahl bei der EM-Endrunde 2011 war auch die bosnische Nationalmannschaft wieder für eine Endrunde qualifiziert. Dabei gelang gegen die montenegrinische Auswahl der erste Sieg bei einer Endrunde überhaupt. Nach einer desaströsen 64:92-Niederlage gegen Finnland scheiterte man im Dreiervergleich am Einzug in die Zwischenrunde der besten zwölf Mannschaften.
Für die Saison 2011/12 wurde Bajramović von Banvit Basketbol Kulübü aus Bandırma verpflichtet, mit denen er in der Qualifikation zur EuroLeague 2011/12 in der ersten Runde ausschied und wie mit Alba Berlin 2009 im ULEB Eurocup startet. Im Eurocup schied man 2012 und 2013 jeweils in der Runde der 16 besten Mannschaften aus. In der türkischen Meisterschaft verlor man als Hauptrundenzweiter knapp in der Play-off-Halbfinalserie gegen Rekordmeister Anadolu Efes SK. Ein Jahr später revanchierte man sich in der Neuauflage der Halbfinalserie gegen den gleichen Gegner und zog erstmals in der Vereinsgeschichte in die Finalserie um die türkische Meisterschaft ein. Hier unterlag man jedoch relativ klar gegen Galatasaray Medical Park. In der Saison 2013/14 spielte Bajramović zunächst wieder im Baltikum beim lettischen Meister VEF aus der Hauptstadt Riga. Mitte Januar verließ er jedoch bereits den Verein, nachdem man im Eurocup 2013/14 am Einzug in die zweite Runde im direkten Vergleich gegen seine ehemalige Mannschaft Banvit BK gescheitert war, die umgekehrt aus Riga den ehemaligen Bundesligaspieler Earl Jerrod Rowland geholt hatten. Bajramović schloss sich in seiner bosnischen Heimat dem ambitionierten Erstliga-Aufsteiger OKK Spars aus Sarajevo an, bevor er nach einem Spiel bereits wieder Ende Januar in die Türkei zu Beşiktaş JK aus Istanbul wechselte.